# 15723 Джирравін
15723 Джирравін (15723 Girraween) — астероїд головного поясу, відкритий 20 вересня 1990 року.
Тіссеранів параметр щодо Юпітера — 3,598.